# 芸能★BANG+
『芸能★BANG+』（げいのうバンプラス）は、日本テレビ系列で2011年10月17日から2012年7月17日まで放送されたバラエティ番組である。
2012年3月19日までは月曜日23:58 - 翌0:29（JST、特別編成等で遅延の場合もあり）に『芸能★BANG!』（げいのうバン!）の番組タイトルだったが、2012年4月10日より放送枠が拡大され、タイトルを変更。火曜日23:58 - 翌0:53（JST、特別編成等で遅延の場合もあり）に放送されていた。

## 概要
各界の芸能事情ツウ（＝芸能番）が集結し、芸能界のゴシップネタで盛り上がる。2012年7月からは芸能人の恋愛を取り上げる内容にリニューアルされた。
2012年5月4日放送分の内容がBPO放送倫理検証委員会の審議対象となったことを受け、7月17日放送分をもって打ち切られた（後述）。後番組は『今夜くらべてみました』（2022年3月終了）で、MCの3人は引き続き出演していた。

## 出演者

### MC
- 徳井義実（チュートリアル）
- 後藤輝基（フットボールアワー）
- SHELLY

### 芸能番
- 犬山紙子（負け美女評論家）
- 江川悠（東京中日スポーツ記者）
- 絵音（元グラビアアイドル→合コンシュルジュ）
- 片岡正徳（オオカミ少年）
- 片岡亮（フリーライター・Gパン刑事）
- 木村隆志（芸能ライター）
- 佐久間賢治（サンケイスポーツ記者）
- 辛酸なめ子（コラムニスト）
- 醍醐竜一（東京スポーツ）
- 高梨森香（東京スポーツ）
- 竹中夏海（アイドルに詳しい振付師）
- 種井一司（東京スポーツ）
- 梨元麻里奈（芸能リポーター）
- 納村悦子（サンケイスポーツ記者）
- 野田義治（サンズエンタテインメント会長）
- バブリーナ（おネェタレント）
- 藤井輝久（芸能ネタ大好き作家）
- 藤子まい（ネット掲示板記者）
- 藤野達哉（東京スポーツデスク兼記者）
- ブルボンヌ（女装ライター）
- 堀井憲一郎（テレビウォッチャー）
- 松本佳子（週刊誌記者）
- 山内倫貴（サンケイスポーツ記者）
- 山下伸基（サンケイスポーツデスク）
- 湯山玲子（著述家・ディレクター）
- 渡邉寧久（芸能記者）

### 常連ゲスト
- 鈴木奈々
- 福田充徳（チュートリアル）

## ネット局
| 放送対象地域   | 放送局                    | 系列                                         | 放送曜日・時間 （『芸能★BANG!』） | 放送曜日・時間 （『芸能★BANG+』） |
| -------------- | ------------------------- | -------------------------------------------- | --------------------------------- | --------------------------------- |
| 関東広域圏     | 日本テレビ（NTV） 制作局  | 日本テレビ系列                               | 月曜 23:58 - 翌0:29               | 火曜 23:58 - 翌0:53               |
| 北海道         | 札幌テレビ（STV）         | 日本テレビ系列                               | 月曜 23:58 - 翌0:29               | 火曜 23:58 - 翌0:53               |
| 青森県         | 青森放送（RAB）           | 日本テレビ系列                               | 月曜 23:58 - 翌0:29               | 火曜 23:58 - 翌0:53               |
| 岩手県         | テレビ岩手（TVI）         | 日本テレビ系列                               | 月曜 23:58 - 翌0:29               | 火曜 23:58 - 翌0:53               |
| 宮城県         | ミヤギテレビ（MMT）       | 日本テレビ系列                               | 月曜 23:58 - 翌0:29               | 火曜 23:58 - 翌0:53               |
| 秋田県         | 秋田放送（ABS）           | 日本テレビ系列                               | 月曜 23:58 - 翌0:29               | 火曜 23:58 - 翌0:53               |
| 山形県         | 山形放送（YBC）           | 日本テレビ系列                               | 月曜 23:58 - 翌0:29               | 火曜 23:58 - 翌0:53               |
| 福島県         | 福島中央テレビ（FCT）     | 日本テレビ系列                               | 月曜 23:58 - 翌0:29               | 火曜 23:58 - 翌0:53               |
| 山梨県         | 山梨放送（YBS）           | 日本テレビ系列                               | 月曜 23:58 - 翌0:29               | 火曜 23:58 - 翌0:53               |
| 新潟県         | テレビ新潟（TeNY）        | 日本テレビ系列                               | 月曜 23:58 - 翌0:29               | 火曜 23:58 - 翌0:53               |
| 長野県         | テレビ信州（TSB）         | 日本テレビ系列                               | 月曜 23:58 - 翌0:29               | 火曜 23:58 - 翌0:53               |
| 静岡県         | 静岡第一テレビ（SDT）     | 日本テレビ系列                               | 月曜 23:58 - 翌0:29               | 火曜 23:58 - 翌0:53               |
| 富山県         | 北日本放送（KNB）         | 日本テレビ系列                               | 月曜 23:58 - 翌0:29               | 火曜 23:58 - 翌0:53               |
| 石川県         | テレビ金沢（KTK）         | 日本テレビ系列                               | 月曜 23:58 - 翌0:29               | 火曜 23:58 - 翌0:53               |
| 福井県         | 福井放送（FBC）           | 日本テレビ系列 テレビ朝日系列                | 月曜 23:58 - 翌0:29               | 火曜 23:58 - 翌0:53               |
| 中京広域圏     | 中京テレビ（CTV）         | 日本テレビ系列                               | 月曜 23:58 - 翌0:29               | 火曜 23:58 - 翌0:53               |
| 近畿広域圏     | 読売テレビ（ytv）         | 日本テレビ系列                               | 月曜 23:58 - 翌0:29               | 火曜 23:58 - 翌0:53               |
| 鳥取県・島根県 | 日本海テレビ（NKT）       | 日本テレビ系列                               | 月曜 23:58 - 翌0:29               | 火曜 23:58 - 翌0:53               |
| 広島県         | 広島テレビ（HTV）         | 日本テレビ系列                               | 月曜 23:58 - 翌0:29               | 火曜 23:58 - 翌0:53               |
| 山口県         | 山口放送（KRY）           | 日本テレビ系列                               | 月曜 23:58 - 翌0:29               | 火曜 23:58 - 翌0:53               |
| 徳島県         | 四国放送（JRT）           | 日本テレビ系列                               | 月曜 23:58 - 翌0:29               | 火曜 23:58 - 翌0:53               |
| 香川県・岡山県 | 西日本放送（RNC）         | 日本テレビ系列                               | 月曜 23:58 - 翌0:29               | 火曜 23:58 - 翌0:53               |
| 愛媛県         | 南海放送（RNB）           | 日本テレビ系列                               | 月曜 23:58 - 翌0:29               | 火曜 23:58 - 翌0:53               |
| 高知県         | 高知放送（RKC）           | 日本テレビ系列                               | 月曜 23:58 - 翌0:29               | 火曜 23:58 - 翌0:53               |
| 福岡県         | 福岡放送（FBS）           | 日本テレビ系列                               | 月曜 23:58 - 翌0:29               | 火曜 23:58 - 翌0:53               |
| 長崎県         | 長崎国際テレビ（NIB）     | 日本テレビ系列                               | 月曜 23:58 - 翌0:29               | 火曜 23:58 - 翌0:53               |
| 熊本県         | くまもと県民テレビ（KKT） | 日本テレビ系列                               | 月曜 23:58 - 翌0:29               | 火曜 23:58 - 翌0:53               |
| 大分県         | テレビ大分（TOS）         | 日本テレビ系列 フジテレビ系列                | 月曜 23:58 - 翌0:29               | 火曜 23:58 - 翌0:53               |
| 宮崎県         | テレビ宮崎（UMK）         | フジテレビ系列 日本テレビ系列 テレビ朝日系列 | 月曜 23:58 - 翌0:29               | 火曜 23:58 - 翌0:53               |
| 鹿児島県       | 鹿児島読売テレビ（KYT）   | 日本テレビ系列                               | 月曜 23:58 - 翌0:29               | 火曜 23:58 - 翌0:53               |

## スタッフ
- ナレーター：新谷保志、中野謙吾、藤田大介、町田浩徳、佐藤義朗　逸見友惠
- 構成：石塚祐介、小野高義、平出尚人、大谷裕一
- TM：江村多加司
- SW：村松明
- CAM：榎本丈之、村上和正
- 音声：照屋哲
- VE：天内理絵
- 照明：加藤恵介
- 音効：森山顕仁（ヘンドリックス）
- TK：山際慎子
- 編集：橋本淳一郎（麻布プラザ）
- MA：長谷川真哉（麻布プラザ）
- 美術：高津光一郎、本田恵子
- CG：古川滋彦
- 協力：日テレアート、ミジェット、NiTRo、ヌーベルバーグ
- ロケ技術：スウィッシュ・ジャパン
- 番組テーマ曲：「芸能★BANG!」m.c.A・T
- 制作進行：山倉佳奈
- 編成：鈴木淳一
- 広報：友定絋子
- HP：高橋大輔
- 芸能デスク：藤田梨奈
- 制作デスク：野口美樹
- リサーチ：加藤孝宏
- AD：宋　濬、笠間有美、野保芙友子、滝田朝子、鎌田恵梨香、宮太一、小澤啓子、村上直美、城後加奈江、綾部健二、小黒さとみ、照山結衣、内田正昭、石野雅明、北島るり子、高部竜太
- AP：近藤照代、荒木沙耶香、高橋保乃
- ディレクター：武石政人、千頭浩隆、萩原博喜、斉藤哲夫、渡邉正人、鹿田真生、石森一彰、武田喜栄、八島崇行、加藤一真、福田龍、吉江智宏、井上伸正、鈴嶋直子、山嶋将義、松田由紀子
- プロデューサー：高谷和男、笹部智大、錦信次、田辺わたる、米川昭吾、金沢紀子
- 総合演出：渡辺政次
- ラインプロデューサー：鈴木雅人（2012年6月- 、以前はチーフプロデューサー）
- チーフプロデューサー：菅賢治（2012年6月-）
- 制作協力：IVSテレビ制作、ブームアップ、創輝
- 製作著作：日本テレビ

### 過去のスタッフ
- ナレーター：古市幸子（元日本テレビアナウンサー）、笠原留美、あおい洋一郎（2012年5月4日のみ）
- 構成：上野耕平、坂本茜
- 編成：小野隆史
- プロデューサー：瓜生健

## テーマ曲

### エンディング
2011年
- 10月・11月：AFTERSCHOOL「Diva」
- 12月：大国男児「Love Days」

2012年
- 1月：奥華子「シンデレラ」
- 2月：Acid Black Cherry「イエス」
- 3月：ユナク from 超新星「Again」
- 4月：SuG「Howling Magic」
- 5月：FTISLAND「STAY」
- 6月：恵比寿マスカッツ「親不孝ベイベー」
- 7月：SUPER☆GiRLS「プリプリ♥SUMMERキッス」

## 突然の番組終了
2012年5月4日19:00 - 20:54には特別番組『緊急放送!芸能BANGゴールデン離婚占い借金…ニュースの主役vs最強記者軍団』が放送された。この特番では放送当時芸能ニュースで話題となっていたオセロ・中島の同居占い師による洗脳騒動が取り上げられた。
新聞のテレビ欄や番組公式サイトでは「オセロ中島騒動のあの占い師が登場」「騒動の占い師が謎の同居生活全貌激白」と予告があり、番組中にも「オセロ中島騒動の 同居占い師 まもなくスタジオに登場」「このあとオセロ中島騒動の占い師がスタジオに!」等のテロップが繰り返し表示されたが結局、番組開始から45分後に実際に出演したのは騒動の占い師との同居経験がある別の占い師であり、問題の占い師本人は登場せずに番組が終了してしまった。日本テレビや放送倫理・番組向上機構(BPO)に視聴者からの多数の抗議が寄せられた。これを受けて番組公式サイトで「一部誤解を招きかねない表現があったことをお詫びいたします」とのお詫びを掲載した。
同年6月25日には日本テレビの大久保好男社長が定例会見において、この番組の演出が過剰だったと認める発言を行い、制作現場に手法を見直すように求めたと明らかにした。
BPOの放送倫理検証委員会は7月13日、特番の放送内容は「視聴者の信頼という放送倫理の根本を裏切った放送だった」として、審議対象とすることを決定した。この事態を受けて、日本テレビは同年7月14日までに同年7月17日の放送をもって急遽打ち切りとした。なお、最終回の放送においては出演者による番組終了のあいさつは一切無いうえ、エンディングのテロップでの終了の告知もなかった。
同年10月4日には放送倫理検証委員会より「制作者は過失で誤解をさせるような番組を作ったのではなく、故意に視聴者を騙そうとしていたとしか考えられない」「放送倫理を持ち出すまでもなく非常識だと言わざるを得ない」との意見書が発表となった。